# Ciclismo ai Giochi della XI Olimpiade
Le competizioni di ciclismo dei Giochi della XI Olimpiade si svolsero dal 6 all'8 agosto 1936 al Velodromo olimpico di Berlino per le competizioni su pista mentre le competizioni su strada si svolsero il giorno 10 agosto 1936 nei dintorni di Berlino con partenza e arrivo allo Automobil-Verkehrs- und Übungsstraße.

## Calendario
| Ciclismo ai Giochi della XI Olimpiade | Ciclismo ai Giochi della XI Olimpiade | Ciclismo ai Giochi della XI Olimpiade | Ciclismo ai Giochi della XI Olimpiade | Ciclismo ai Giochi della XI Olimpiade | Ciclismo ai Giochi della XI Olimpiade | Ciclismo ai Giochi della XI Olimpiade | Ciclismo ai Giochi della XI Olimpiade | Ciclismo ai Giochi della XI Olimpiade | Ciclismo ai Giochi della XI Olimpiade | Ciclismo ai Giochi della XI Olimpiade | Ciclismo ai Giochi della XI Olimpiade | Ciclismo ai Giochi della XI Olimpiade | Ciclismo ai Giochi della XI Olimpiade | Ciclismo ai Giochi della XI Olimpiade | Ciclismo ai Giochi della XI Olimpiade | Ciclismo ai Giochi della XI Olimpiade |
| Eventi / Giorni                       | Agosto 1936                           | Agosto 1936                           | Agosto 1936                           | Agosto 1936                           | Agosto 1936                           | Agosto 1936                           | Agosto 1936                           | Agosto 1936                           | Agosto 1936                           | Agosto 1936                           | Agosto 1936                           | Agosto 1936                           | Agosto 1936                           | Agosto 1936                           | Agosto 1936                           | Agosto 1936                           |
| Eventi / Giorni                       | 1                                     | 2                                     | 3                                     | 4                                     | 5                                     | 6                                     | 7                                     | 8                                     | 9                                     | 10                                    | 11                                    | 12                                    | 13                                    | 14                                    | 15                                    | 16                                    |
| ------------------------------------- | ------------------------------------- | ------------------------------------- | ------------------------------------- | ------------------------------------- | ------------------------------------- | ------------------------------------- | ------------------------------------- | ------------------------------------- | ------------------------------------- | ------------------------------------- | ------------------------------------- | ------------------------------------- | ------------------------------------- | ------------------------------------- | ------------------------------------- | ------------------------------------- |
| Corsa in linea                        |                                       |                                       |                                       |                                       |                                       |                                       |                                       |                                       |                                       | Finale                                |                                       |                                       |                                       |                                       |                                       |                                       |
| Corsa a squadre                       |                                       |                                       |                                       |                                       |                                       |                                       |                                       |                                       |                                       | Finale                                |                                       |                                       |                                       |                                       |                                       |                                       |
| Velocità                              |                                       |                                       |                                       |                                       |                                       | Elimin.                               | Finale                                |                                       |                                       |                                       |                                       |                                       |                                       |                                       |                                       |                                       |
| Chilometro a cronometro               |                                       |                                       |                                       |                                       |                                       |                                       |                                       | Finale                                |                                       |                                       |                                       |                                       |                                       |                                       |                                       |                                       |
| Tandem                                |                                       |                                       |                                       |                                       |                                       |                                       | Elimin.                               | Finale                                |                                       |                                       |                                       |                                       |                                       |                                       |                                       |                                       |
| Inseguimento a squadre                |                                       |                                       |                                       |                                       |                                       | Elimin.                               |                                       | Finale                                |                                       |                                       |                                       |                                       |                                       |                                       |                                       |                                       |

## Podi
| Evento                             | Oro                                                                 | Prestazione | Argento                                                            | Prestazione | Bronzo                                                               | Prestazione |
| Ciclismo su strada                 |                                                                     |             |                                                                    |             |                                                                      |             |
| Corsa in linea (dettagli)          | Robert Charpentier                                                  | 2h33'05"    | Guy Lapébie                                                        | s.t.        | Ernst Nievergelt                                                     | s.t.        |
| Corsa a squadre (dettagli)         | Francia Robert Charpentier Guy Lapébie Robert Dorgebray             | 7h39'16"    | Svizzera Ernst Nievergelt Edgar Buchwalder Kurt Ott                | 7h39'20"    | Belgio Auguste Garrebeek Armand Putzeyse Jean-François Van Der Motte | 7h39'21"    |
| Ciclismo su pista                  |                                                                     |             |                                                                    |             |                                                                      |             |
| Velocità (dettagli)                | Nikolaus Anton Merkens                                              |             | Arie van Vliet                                                     |             | Louis Chaillot                                                       |             |
| Chilometro a cronometro (dettagli) | Arie van Vliet                                                      | 1'12"0      | Pierre Georget                                                     | 1'12"8      | Rudolf Karsch                                                        | 1'13"2      |
| Tandem (dettagli)                  | Germania Ernst Ihbe Carl Lorenz                                     |             | Paesi Bassi Bernard Leene Hendrik Ooms                             |             | Francia Pierre Georget Georges Maton                                 |             |
| Inseguimento a squadre (dettagli)  | Francia Robert Charpentier Jean Goujon Guy Lapébie Roger Le Nizerhy |             | Italia Bianco Bianchi Mario Gentili Armando Latini Severino Rigoni |             | Gran Bretagna Harold Hill Ernest Johnson Charles King Ernie Mills    |             |

## Medagliere
| Pos.   | Paese         | Oro | Argento | Bronzo | Totale |
| ------ | ------------- | --- | ------- | ------ | ------ |
| 1      | Francia       | 3   | 2       | 2      | 7      |
| 2      | Germania      | 2   | 0       | 1      | 3      |
| 3      | Paesi Bassi   | 1   | 2       | 0      | 3      |
| 4      | Svizzera      | 0   | 1       | 1      | 2      |
| 5      | Italia        | 0   | 1       | 0      | 1      |
| 6      | Belgio        | 0   | 0       | 1      | 1      |
| 6      | Gran Bretagna | 0   | 0       | 1      | 1      |
| Totale | Totale        | 6   | 6       | 6      | 18     |